# ボンセジュール
ボンセジュール（Bon Séjour）は、株式会社ベネッセスタイルケアが運営する介護付有料老人ホームのブランド名。
関東地方を中心に展開されている。

## 概要
2001年、不動産コンサルティング事業を展開していた株式会社ゼクスの子会社であった株式会社ゼクスコミュニティは、介護付有料老人ホーム ボンセジュールたまプラーザの運営を開始した。これが、有料老人ホーム ボンセジュール・シリーズの前身である。その後、関東地方を中心にボンセジュール・シリーズの開設が進んでいった。
2008年8月28日、株式会社ゼクスコミュニティの経営危機から企業再生の過程の中で会社分割等によりボンセジュールグループが設立。有料老人ホーム ボンセジュール・シリーズはボンセジュール・グループのうち株式会社ボンセジュール、株式会社ボンセジュール・バリエにて運営され、株式会社ゼクスとの資本関係はなくなった。
2010年2月22日、ベネッセホールディングスは株式会社ボンセジュールの全株式を取得すると発表し、2012年4月にベネッセスタイルケアに統合された。

## 名称の由来
フランス語で「幸福」を意味する「ボン（bon）」と、「居場所」を意味する「セジュール（séjour）」を合わせて作った合成語。「入居者に対し、幸福にあふれた居場所を作りたい」と言う考えから、命名された。